# Кишинёвское гетто
Кишинёвское гетто — еврейское гетто в Кишинёве, созданное румынскими властями в период оккупации города. Гетто создано 25 июля 1941 года по распоряжению военного губернатора Бессарабии генерал-майора Константина Войкулеску.

## Евреи в Кишинёве
Согласно переписи 1930 года, в Кишинёве проживало 50603 еврея. На момент начала войны точное число еврейских жителей города неизвестно, разные источники называют цифры от 60 до 80 тысяч.

## Создание
Почти всех, не успевших эвакуироваться, евреев Кишинёва и близлежащих местечек согнали в беднейшие кварталы города и обнесли район забором с колючей проволокой (длина 4 км по периметру). По разным оценкам в гетто оказалось от 9 до 13 тысяч евреев. На 11 августа в гетто было 10 578 человек, затем численность заключённых увеличилась за счёт переселения евреев из окрестных населённых пунктов до 11 525 человек.

Примерное расположение гетто

Официально гетто было создано 25 августа 1941 года приказом румынского коменданта Кишинёва. Эту дату называет в своём рапорте в Берлине штурмбанфюрер Цапп, командир айнзатцкоманды 11A (айнзатцгруппа D).
Особенностью управления этим гетто было то, что оно находилось в двойном подчинении — румынской и немецкой комендатур. Кроме того, с территории гетто не были выселены местные жители-христиане, получившие специальные пропуска на вход и выход из гетто.
Гетто подчинялось военному командованию Кишинёва, которое возглавляли в 1941 году полковник Д. Тудосе (18 июля — 1 сентября), генерал Константин Панаитиу (1-7 сентября) и полковник Евгений Думитреску (7 сентября — 15 ноября).

## Жизнь в гетто
С 5 августа 1941 года для евреев Кишинёва было введено обязательное ношение на одежде жёлтой звезды.
Был организован юденрат в составе 20 человек под руководством Гутмана Ландау. В гетто были созданы пекарни, больницы и аптеки. Все проживающие в гетто жили за счёт собственных средств. В гетто существовал чёрный рынок, которому способствовало наличие домов примыкающих к гетто, проживание  в нём христиан с правом свободного выхода и дорога, проходившая через гетто в аэропорт.
Существуют различные сведения об отношении оккупантов к жителям гетто. На первом выступлении перед узниками военный комендант полковник Тудосе сказал: «Жиды, с сегодняшнего дня вы — рабы великой Румынии. Кто не будет выполнять приказы, будет расстрелян…». Однако ряд свидетелей утверждает, что отношение охраны и военного командования к узникам было гуманным и цивилизованным

## Сопротивление
В гетто существовало организованное подполье, которое устраивало акты саботажа. Были также случаи нападения на немцев и румын. Одним из инициаторов подполья в кишиневском гетто был коммунист Б. М. Дейч. Он был арестован и расстрелян.

## Уничтожение жителей
В октябре 1941 года начались депортации кишиневских евреев в Транснистрию. По данным переписи румынских властей  в 1942 году в Кишинёве оставалось всего 100 евреев, из них 99 — в гетто. Когда советские войска вошли в Кишинёв, выживших в гетто осталось 6 человек.

## Память

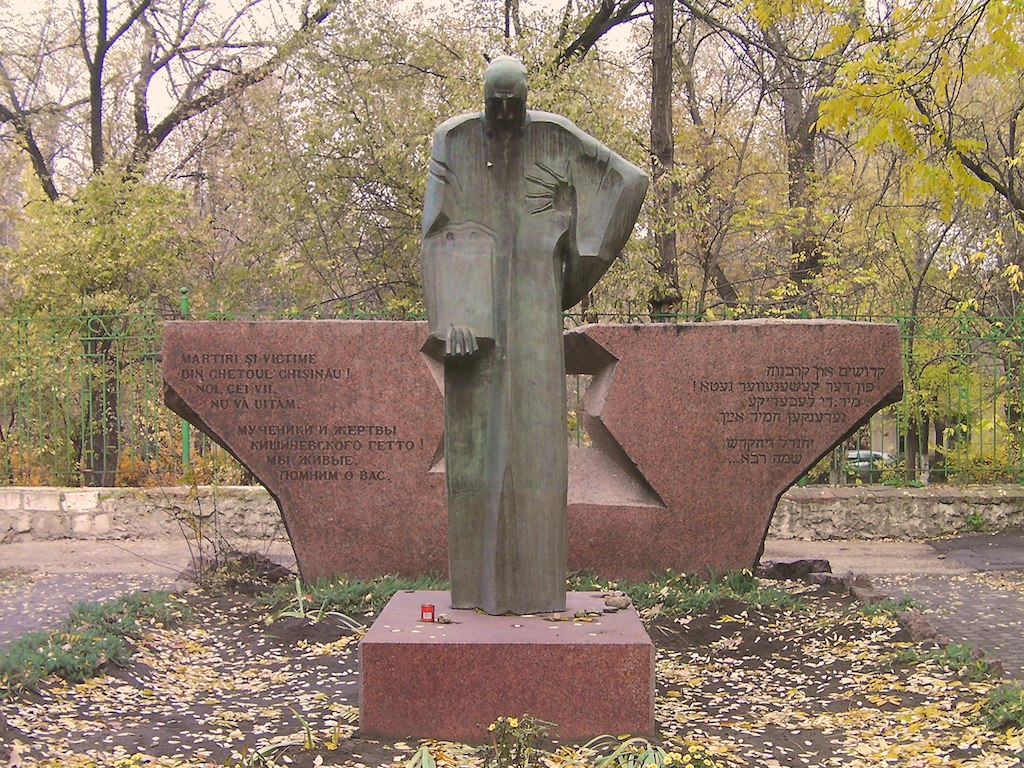
Памятник жертвам гетто

В СССР замалчивался антиеврейский характер геноцида. Так, в книге «История Кишинёва, 1466—1966», выпущенной к 500-летию города было сказано, что «в начале августа район улиц Иринопольская — Екатериновская был превращён в гетто. В этот лагерь фашисты согнали 25 тысяч человек, которые были обречены на смерть от голода и болезней». О том, что это были евреи, не упоминается.
Памятник жертвам гетто был установлен по инициативе и на средства Ассоциации бывших узников гетто и нацистских концлагерей в 1992 году на территории гетто (скульптор Наум Эпельбаум и заслуженный архитектор Молдовы Семён Шойхет).